# Gibibyte
En gibibyte er 230 byte = 1 073 741 824 byte. Forkortes GiB.